# Alda Events
Pour les articles homonymes, voir Alda.
Alda Events est un producteur néerlandais d'envergure mondiale, développeur de concepts événementiels de musique électronique et promoteur de disc-jockeys internationaux. L'acronyme « ALDA » représente les deux premières initiales des noms des deux fondateurs Allan Hardenberg et David Lewis. Alda Events est fondé en 2007 et son siège social est à Amsterdam. Elle est liée un temps pour moitié à LiveStyle, puis à Insomniac (en), organisateur entre autres de l'EDC, pour la même part.
L’entreprise est plus particulièrement connue pour être tourneur de Armin van Buuren ou Hardwell, producteur de l'émission A State of Trance, organisateur du festival The Flying Dutch, coorganisateur avec ID&T de l'Amsterdam Music Festival et réalise plus d'une centaine de dates par an,.